# 闵浦大桥
闵浦大桥，是位于中国上海黄浦江上的一座公路双层斜拉桥，是跨越黄浦江的第八座大桥，上层申嘉湖高速公路段于2009年12月31日建成通车，下层（普通公路层）则于2010年4月20日通车。建成时为世界上跨径最大的双塔双索面双层公路斜拉桥。

## 概况
闵浦大桥西岸位于闵行区吴泾镇放鹤路，东岸位于闵行区浦江镇浦放路，大桥位于徐浦大桥和奉浦大桥之间，全长约3.61公里。主桥全长1212米，主跨长708米。通航能力为2万吨级。于2005年9月1日开工建设，2009年7月19日开始合龙
，2009年7月22日大桥主桥提前合龙。
闵浦大桥上层设双向八车道及紧急停车道，是S32申嘉湖高速公路的跨黄浦江设施，下层为普通公路，设双向六车道。